# Thomas Stewart (Bischof)
Thomas Stewart (* 8. August 1925 in Woodford, County Galway, Irland; † 30. Oktober 1994 in Irland) war ein irischer Bischof und Missionar.
Am 21. Dezember 1950 wurde er zum Priester für die Missionsgesellschaft von St. Columban geweiht. 1954 wurde er in die Mission nach Korea geschickt und war Generalvikar von Chuncheon. Papst Paul VI. ernannte ihn am 1. Februar 1966 zum Bischof von Chuncheon. Am 11. Mai 1966 spendete ihm Antonio del Giudice, Apostolischer Internuntius von Korea, die Bischofsweihe. Mitkonsekratoren waren Thomas F. Quinlan, ehemaliger Bischof von Chuncheon, und Paul Marie Kinam Ro, Erzbischof von Seoul. Am 21. Mai 1994 nahm Papst Johannes Paul II. seinen Rücktritt aus gesundheitlichen Gründen an. Im Oktober starb er an einem Herzinfarkt.